# فوغ (سمك)
الفوغ أو الفوجو سمكة منفوخه، وهي من جنس Takifugu ، Lagocephalus ، أو Sphoeroides ، أو سمكة النيص من جنس Diodon ، ويتم اعداد اطباق من هذه السمكه.
قد يتسبب الفوغ بالموت للأشخاص الذين يتناولونه بسبب سمومه الرباعيه، مما يعني أنه يجب تحضيره بعناية لإزالة الأجزاء السامة وتجنب تلوث لحومه لانه خطير جدا لذلك يجب التاكد منه قبل تناوله لاحتوائه على هذه السموم.
تخضع المطاعم التي تعد سمكة فوغ إلى رقابه عاليه من قبل القانون في اليابان والعديد من البلدان الأخرى، اذ يحتاج الطهاة للتأهل والتدريب لمده ثلاث سنوات أو أكثر من التدريب الصارم بسبب خطورته.  ويؤدي التحضير المحلي أحيانًا إلى الوفاة العرضية.
تم تقديم فوغ مثل الساشيمي وشيينابي.  كما يقال ان الكبد هو الجزء الألذ في سمكه الفوغ، وبالرغم من انه ألذ جزء الا انه الأكثر سميه والأكثر خطورة، كما حظرت اليابان تقديمه في المطاعم في عام 1984.  أصبحت الفوغ الآن واحدة من أكثر الأطباق شهرة في المطبخ الياباني والاغلب يحب تناوله رغم خطورته ووجود السموم فيه.

## تسمم
على ماذا تحتوي سمكة الفوغ؟
تحتوي سمكة الفوغ على كميات مميتة من السم رباعي الأرجل السام في أعضائه الداخلية، وخاصة الكبد والمبيضين والعينين والجلد.  السم، وهو مانع لقناة الصوديوم،  يشلّ العضلات في حين تبقى الضحية واعية تمامًا.  الضحية المسمومة غير قادرة على التنفس، وتموت في النهاية بسبب الاختناق.  لا يوجد ترياق معروف لسم الفوغ.  العلاج الممكن هو دعم الجهاز التنفسي والدورة الدموية حتى تتم عملية الايض للسم وإفرازه من قبل جسم الضحية.
قد توصل الباحثون إلى أن سموم الفوغ الرباعية تأتي من أكلها للحيوانات الأخرى المصابة بالبكتيريا المثقلة بالسموم الرباعية، والتي تتطور لدى الأسماك عدم الحساسية بمرور الوقت.  على هذا النحو، بذلت جهود في مجال البحوث وتربية الأحياء المائية للسماح للمزارعين بإنتاج فوغ آمن. ينتج المزارعون الآن فوغ «خالية من السموم» عن طريق إبعاد الأسماك عن البكتيريا. أصبحت أوسوكي، وهي بلدة تقع في ولاية أويتا، معروفة ببيعها للفوغ غير السامة.

## استهلاك
لقد أكل سكان اليابان الفوغ لعدة قرون. تم العثور على عظام الفوج في عدة قذائف وسط، تسمى كازيوكا، من فترة جومون التي يعود تاريخها إلى أكثر من 2300 عام. ال شوجيونيت توكوغاوا (1603-1868) يحظر استهلاك الفوغ في إيدو ومنطقة نفوذه. أصبحت شائعة مرة أخرى مع ضعف قوة شوجيونيت. في المناطق الغربية من اليابان، حيث كان تأثير الحكومة أضعف وكان من السهل الحصول على الفوغ، تم تطوير طرق طهي مختلفة لتناولها بأمان. خلال عصر ميجي (1867–1912)، تم حظر الفوغ مرة أخرى في العديد من المناطق.  سمكة الفوغ هو الطعام الوحيد الذي يحظر على إمبراطور اليابان أن يأكل، من أجل السلامة لاهلها.
في الصين، أثبتت سلالة سونغ استخدام السمكة المنتفخة لأغراض الطهي بشكل جيد كواحدة من «المشهيات الثلاثة لليانغتسي» (長江 三鮮) وتظهر في كتابات الموسوعي شين كو  أيضًا كما في العمل الموسوعي تايبينغ جوانججي.  لاحظ عالم الدولة سو شي الشهير أن الطعم يستحق الموت (值 那一 死).

## محيط
يعتبر سمك الترافوغ، أو سمكة البافري النمر (Takifugu rubripes)، من أكثر الأنواع الصالحة للأكل وأكثرها سمية. تؤكل الأنواع الأخرى أيضا؛ على سبيل المثال، Higanfugu (T. pardalis) و Shōsaifugu (T. vermicularis syn. snyderi) و Mafugu (T. porphyreus). تقدم وزارة الصحة والعمل والرعاية الاجتماعية في اليابان قائمة  توضح أي أجزاء جسم الأنواع يمكن استهلاكها. أسماء القائمة آمن أجناس بما في ذلك ينفوخية من Lagocephalus و Sphoeroides جنسا وذات الصلة سمكة النيص (Harisenbon) من عائلة Diodontidae.

## اللوائح
توجد الآن قوانين صارمة للصيد لحماية السكان من سموم الفوغ. يتم حصاد معظم الفوغ، والآن في الربيع خلال موسم معين يتم زراعته في أقفاص عائمة في المحيط الهادئ. أكبر سوق بيع بالجملة في اليابان في شيمونوسيكي.
ترتفع أسعار الفوغ في الخريف وتصل ذروتها في فصل الشتاء أفضل موسم، لأنها تسمن من أجل البقاء على قيد الحياة من شدة البرد. تصل الأسماك لحية إلى مطعم، وتعيش في حوض كبير، وعادة ما يتم عرضه بشكل ظاهر. غالبًا ما يتوفر الفوغ الجاهزه في متاجر البقالة، والتي يجب أن تعرض وثائق الترخيص الرسمية.لا يجوز بيع الأسماك الكاملة لعامة الناس.
منذ عام 1958، يجب أن يحصل طهاة الفوغ على ترخيص لإعداد وبيع الفوغ للجمهور. وهذا ينطوي على تدريب لمدة سنتين أو ثلاث سنوات. تتكون عملية فحص الترخيص من اختبار تحريري واختبار تحديد الأسماك واختبار عملي لتحضير وتناول الأسماك. يمر حوالي 35 في المئة فقط من المتقدمين.  تؤدي الحسابات الخاطئة الصغيرة إلى الفشل أو الوفاة في حالات نادرة. يعتقد المستهلكون أن عملية التدريب هذه تجعل تناول الطعام في المطاعم أو الأسواق أكثر أمانًا.  أيضا، يزرع الفوغ المتاح تجاريا في بعض الأحيان في البيئات التي ينمو فيها ليكون أقل سمية.
منذ أكتوبر 2012، سمح للمطاعم في اليابان ببيع الفوغ التي تم إعدادها وتعبئتها من قبل شخص يمتلك ترخيص لهذه السمكه السامه.

## كلفة
تكلفة توروفوغ، أكثر أنواع الفوغ شيوعًا، تتكلف ما بين ¥ 1000 و ¥ 5000 لكل 1 كجم، وايضا تعتمدتكلفتها على الموسم.  تشجع النفقات الطهاة على تقطيع الأسماك بعناية فائقة للحصول على أكبر قدر ممكن من اللحوم. يتم تخزين السكين تقطيع الفوغ الخاص، المسمى هيكي فوغ، بشكل منفصل عن السكاكين الأخرى.

## السموم
تيترودوتوكسين (TTX) هو منتج طبيعي ابتداء من عام 2015، تم عزلها من الأسماك البخاخ، وعن الأخطبوط وعن سرطان البحر والمحار وعن ضفدع سمندل الماء، فضلا عن غيرها من الحيوانات المائية. وهو سم عصبي قوي يؤدي إلى إيقاف الإشارات الكهربائية في الأعصاب؛ يعمل عن طريق التفاعل مع مكونات قنوات الصوديوم في أغشية الخلايا في تلك الخلايا. كما انه لا يعبر حاجز الدم في الدماغ.   في حالة السمكه المنتفخه المضيف، ان حساسيتها إلى السم ينتج عن طفرة في تسلسل أنواع معينة من قناة الصوديوم والبروتينات.
TTX لا تنتجها البخاخ الأسماك وغيرها من الحيوانات المائية التي كانت معزولة بل البكتيريا مثل Alteromonas, Shewanellaوضمن أنواع تصيب أو تتعايش مع الأنواع الحيوانية التي TTX معزولة، وتم ترشيد البكتيريا في مسار السكروز لإنتاجها.
في الدراسات التي اجريت على الحيوانية مع الفئران، وجد ان الجرعة المميتة من TTX تبلغ 232 ميكروغرام لكل كيلوغرام من وزن الجسم. تتأثر مستويات التترودوتوكسين بالتحضير (إزالة معظم المواد السامة، العلاجات مثل علاج والتخليل. ومع ذلك، يقال انها لا تتأثر بشكل كبير بالطبخ

## علاجه
قد يحدث أعراض تناول جرعة مميتة من التترودوتوكسين الي الدوخة أو الإرهاق أو الصداع أو الغثيان أو صعوبة التنفس. ويبقى الشخص واعيًا ولكن لا يمكنه التحدث أو الحركة. توقف التنفس ويليها الاختناق.
لا يوجد ترياق أو علاج معروف له، ويمكن علاجه عن طريق إفراغ المعدة، وإعطاء الشخص الفحم المنشط لربط السم، ووضعه في دعم الحياة حتى يتلاشى السم. يعمل علماء السموم على تطوير ترياق للسموم الرباعي لكي يتخلصوا من هذا الشيء الصعب علاجه.

## الحوادث
تشير الإحصاءات الصادرة عن مكتب طوكيو للرعاية الاجتماعية والصحة العامة من 20 إلى 44 حادثة، بعضها يؤثر على العديد من مسؤولين المطاعم، من التسمم بالفوغ سنويًا بين عامي 1996 و 2006 في اليابان.   تم إدخال ما بين 34 و 64 شخصًا إلى المستشفى، وقد مات من صفر إلى ستة سنويًا، بمتوسط معدل وفيات 6.8٪.  من 23 حادثة تم الإبلاغ عنها في طوكيو من عام 1993 حتى عام 2006، وقعت حادثة واحدة فقط في مطعم. جميع الآخرين شاركوا في صيد الأسماك وتناولها.  يمكن أن ينتج التسمم من خلال تحضير الموهوبين من الخلط بين أنواع البخاخ، وهذه الطرق غير المناسبة، وقد يكون بعضها محاولات انتحار متعمدة. أفاد إنغلبرت كايمفر، وهو طبيب ألماني مقيم في اليابان في تسعينيات القرن التاسع عشر، أن مجموعة متنوعة من البخاخ سامة بشكل غير عادي يبحث عنها أحيانًا أفراد يرغبون في الانتحارويستخدمونها لانهاء حياتهم مبكرا.
تم الإبلاغ عن أرقام أعلى بكثير في السنوات السابقة، وبلغت ذروتها في عام 1958 عندما مات 176 شخصًا من أكل الفوغ في عام واحد.  وبحسب معهد أبحاث فوغو، فإن 50٪ من الضحايا تعرضوا للتسمم بتناول الكبد وهو الجزءالمفضل لديهم والأكثر لذه، و 43٪ من أكل المبايض، و 7٪ من أكل الجلد. كان أحد أشهر الضحايا ممثل كابوكي و «الحي الوطني الحي» Bandō Mitsugorō VIII ، الذي توفي في عام 1975 بعد تناول أربع حصص من كبد سمكة الفوغ،  حظر بيعها بسبب القوانين المحلية في زمن.  زعم باندي أنه قادر على مقاومة السم،  ولكنه توفي بعد عدة ساعات من رجوعه إلى الفندق لانه سم خطير جدا على الجسم ولا يمكن مقاومته.
في 23 أغسطس 2007، أفاد طبيب في تايلاند أن بائعي الأسماك عديمي الضمير قاموا ببيع لحم البخاخ المتخفي في شكل سمك السلمون في طرق مخالفه لقانون الدولة، مما تسبب في 15 حالة وفاة على مدى ثلاث سنوات. تم نقل حوالي 115 شخصًا إلى مستشفيات مختلفة. وتم حظر فوغو في تايلاند قبل خمس سنوات من الوفاة المتعدده وايضا هذا القرار يحافظ على حياة السكان. في مارس 2008، توفي صياد في الفلبين وتسبب في مرض أفراد أسرته من السمكة المنتفخة. في العام السابق، توفي أربعة أشخاص في نفس المدينة وأصيب خمسة آخرون بالمرض بعد تناول مجموعة متنوعة من السمكة المنتفخة. في شباط / فبراير 2009، الصياد الماليزي وأربعة آخرون نلوا إلى المستشفى بعد أن تناولوا وجبة من الأسماك البخاخ عندما نفذ الطعام بينما هم موجودين في البحروتسبب هذا الشيء في وفاتهم.
ي نوفمبر 2011، تم إيقاف الطاهي ستار ميشلان «فوغو فوكوجي» في طوكيو من منصبه. لانه قدم الشيف كبد فوغو إلى عميل من العملاء، على الرغم من تحذيره من المخاطر كبد هذه السمكه، طلب على وجه التحديد توفيره للكبد. بعد ذلك، طلب العميل البالغ من العمر 35 عامًا علاجًا في المستشفى لأعراض خفيفة من شلل تيتودوتوكسين، لكنه تعافى تمامًا من هذا السم .
تم تسميم حوالي خمسة رجال في مطعم تحديدا في واكاياما في مارس 2015 بعد طلب الكبد على وجه التحديد رغم معرفتهم بانه سام .

## الاستعدادات
اليابان:
لساشيمي — الطبق الأكثر شعبية هو فوغ الساشيمي، كما دعا فوغ sashi أو تيسا. سكاكين مع رقيقة للغاية تستخدم شفرات لقطع فوغ إلى شرائح شفافة، تقنية تعرف باسم Usuzukuri (薄造, うすづくり؟).
ميلت — لينة رو (Shirako) من السمكة المنتفخة جدا قصب السبق المادة الغذائية في اليابان، وهي غالبا ما توجد في المتاجر. جنبا إلى جنب مع سمك القد ميلت، وهي واحدة من الأكثر شعبية أنواع من لينة رو، وغالبا ما يكون مشوي يقدم مع الملح.  [بحاجة لمصدر]
المقلية — فوغ يمكن أن تؤكل مقلية كما فوغ كارا-العمر.
المدخن — فوغ-fin أجل. أجل غرست مع المدخن زعنفة من السمكة المنتفخة (فوغ) لإعطاء مميزة الدخان، مريب النكهة المعروفة باسم تأجير-zake.
الحساء والخضروات فوغ يمكن يجيش كما فوغ-تشيري، كما دعا tetchiri ، وفي هذه الحالة السمك جدا طعم خفيف من الصعب التمييز بين من الخضار وتراجع.
سلطة — إذا كانت المسامير في الجلد يتم سحب الجلد يمكن أن تؤكل كجزء من سلطة يسمى yubiki.
المبيض — المبيض من pufferfish يحتوي على كميات أكبر من قاتلة السم سم الأسماك الرباعية الأسنان من أجزاء أخرى من الجسم.
في مطبخ هاكوسان، إيشيكاوا، يتم تقديم المبايض بعد بذل الجهد لتقليل مستوى السموم عن طريق التمليح والتخليل لمدة ثلاث سنوات - على سبيل المثال، في "Blowfish Ovaries Pickled in Rice-Bran Paste " (河豚 の 卵 巣 の 糠 漬 け، ふ ぐ のら ん そ う の ぬ か づ け). يُسمح فقط لـ «منطقة ميكاوا بمدينة هاكوسان ومدينتي أونو وكانايوا بمدينة كانازاوا ومدينة واجيما، وجميعهم في ولاية إيشيكاوا» بتنفيذ العملية، وبالطريقة التقليدية فقط، ويتم تقديم تحذيرات صريحة لثني غير المهنيين من محاولة عملية 3 سنوات.   بعد عام واحد من التخليل - حوالي ثلث الطريق خلال العملية - يُقترح بقاء حوالي 10٪ من السم،  وبعد ثلاث سنوات كاملة «لا يتم بيع المنتج إلا بعد فحصه للتأكد من سلامته من خلال فحص السمية، واختبارات أخرى».
كوريا:
في المطبخ الكوري، الصالحة للأكل pufferfish يتم إعدادها بطرق مختلفة بما في ذلك واجهة المستخدم الرسومية (يشوي), jorim (سيميرينج)، غوك (الحساء).

## التوفر
تحتوي معظم المدن اليابانية على مطعم فوغو واحد أو أكثر، ربما في مجموعات بسبب القيود السابقة، حيث جعل القرب من السهل ضمان نضارة. مطعم مشهور متخصص في سمكة الفوغ هو Takefuku ، في منطقة Ginza في طوكيو . Zuboraya هي سلسلة شعبية أخرى في أوساكا.
تُعرف سمكة الفوغ في كوريا الجنوبية باسم bok -eo (복어). وهي تحظى بشعبية كبيرة في مدن الموانئ مثل بوسان وإنشيون . يتم تحضيره في عدد من الأطباق مثل الشوربات والسلطات، وأمر باهظ الثمن.
يتم تنظيف سمكة لفوغ من أكثر الأجزاء سمية في اليابان ويتم تجميدها جواً إلى الولايات المتحدة بموجب ترخيص في حاويات بلاستيكية مخصصة وواضحة. يتم تدريب طهاة سمكة الفوغ للمطاعم الأمريكية وفقًا لنفس المواصفات الصارمة كما هو الحال في اليابان. السمكة المنتفخة الأصلية في المياه الأمريكية، وخاصة جنس Spheroides ، تم استهلاكها أيضًا للطعام، مما يؤدي في بعض الأحيان إلى التسمم.
يحظر بيع الأسماك التي تنتمي إلى هذا الجنس تمامًا في الاتحاد الأوروبي.
خاض صاحب المطعم الياباني نوبويوشي كوراوكا معركة لمدة خمس سنوات مع إدارة الغذاء والدواء للسماح بالاستيراد الحصري لسمك البخاخ الياباني النمر إلى مطعمه في مانهاتن، مع منح الترخيص في عام 1989.    بحلول عام 2003، تم ترخيص سبعة عشر مطعمًا فقط في الولايات المتحدة لخدمة سمكة الفوغ. اثنا عشر منهم كانوا في مدينة نيويورك.

## الجوانب الاجتماعيه
في منطقة كانساي، الكلمة العامية teppō ، (鉄砲) يعني بندقية أو بندقية، للأسماك. هذه مسرحية كلمات على فعل ataru (当たる)، والتي يمكن أن تعني التسمم أو إطلاق النار. في منطقة شيمونوسيكي، فإن النطق القديم فوكو أكثر شيوعًا بدلاً من فوغ الحديث. والسابق هو أيضا مجانسة لحسن الحظ في حين أن هذا الأخير هو واحد للمعوقين. تقدم جمعية تسوجيجي للأسماك فيوجو خدمة كل عام في ذروة موسم الفوغ، حيث تطلق مئات من الفوغ في نهر سوميدا . كما يقام حفل مماثل في سوق كبير آخر في شيمونوسيكي.
تحكي قصة راكوغو، أو قصة قصيرة مضحكة، عن ثلاثة رجال أعدوا حساء فوغو ولكنهم لم يكونوا متأكدين مما إذا كان من الآمن تناول الطعام. لاختبار الحساء، أعطوا البعض للمتسول. عندما لم يبدوا له أي ضرر، أكلوا الحساء. في وقت لاحق، التقوا بالمتسول مرة أخرى وسعدوا لرؤية أنه لا يزال في صحة جيدة. بعد هذا اللقاء، عرف المتسول، الذي أخفى الحساء، بدلًا من تناوله، أنه آمن ويمكنه تناوله. وقد خدع المتسول الحكيم الرجال الثلاثة.
يمكن صنع الفوانيس من أجسام الفوغ المحفوظة. ينظر إليها أحيانًا خارج مطاعم سمكة الفوغ، مثل ألعاب الأطفال، أو الفن الشعبي، أو كهدايا تذكارية. يتم تصنيع جلد سمكة الفوغ أيضًا في الأشياء اليومية مثل المحافظ أو الصناديق المقاومة للماء.

## الاستزراع المائي
وبحسب ما ورد نجح العلماء في جامعة ناغازاكي في إنشاء مجموعة متنوعة غير سامة من الترافوغ من خلال تقييد النظام الغذائي للأسماك.  بعد تربية أكثر من 4800 سمكة غير سامة، أصبحوا على يقين من أن النظام الغذائي للأسماك وعملية الهضم تنتج السموم بالفعل. ويقال أن النسخة غير السامة لها نفس المذاق. بعض المشككين   يقول أن الأسماك التي يتم تقديمها على أنها غير سامة قد تكون من أنواع مختلفة، وأن السمية لا علاقة لها بالنظام الغذائي للأسماك المنتفخة.